# Playstation Portable Slim & Lite

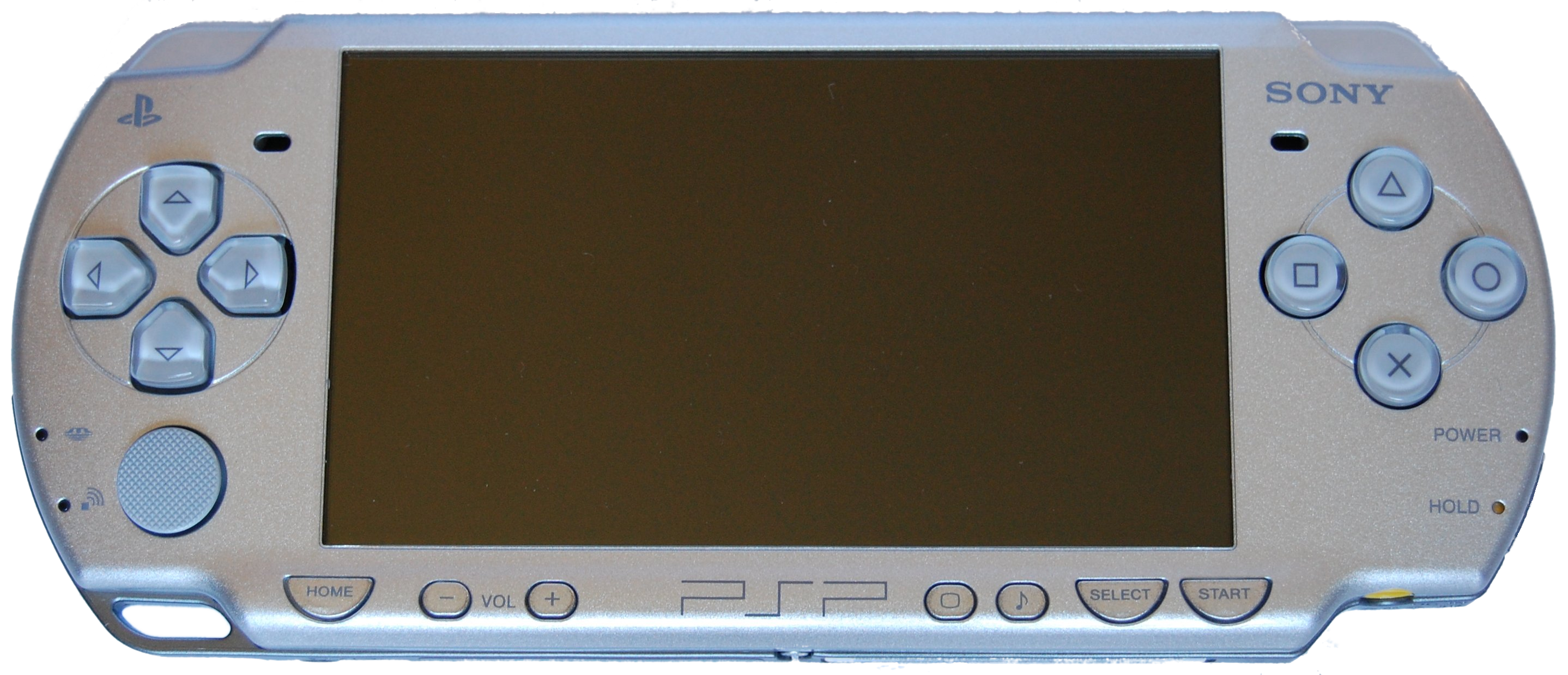
Playstation Portable Slim & Lite

Playstation Portable Slim & Lite är en spelkonsol från Sony Computer Entertainment. Det är en uppdaterad version av Playstation Portable (PSP), som är tunnare och lättare. Modellbeteckningen är PSP-2000, och tillägget "Slim & Lite" används inte på vissa marknader. Den släpptes 30 augusti 2007 i Hongkong, 5 september 2007 i Europa och 6 september 2007 i Nordamerika.
Den nya konsolen var 33 % lättare (vikten reducerades från 280 till 189 gram) och 19 % tunnare än ursprungsmodellen. Tillsammans med färgen svart pianolack som var originalfärgen på den första PSP:n, fanns Slim & Portable även i "Ice silver". Ett specialpaket kallat "Star Wars edition Vanilla White" gjorde också tillgängligt, med en bild av Darth Vader tryckt på baksidan av enheten och spelet Star Wars: Battlefront Renegade Squadron inkluderat i paketet.
I oktober 2008 kom en förbättrad version av Playstation Portable Slim & Lite med beteckningen PSP-3000.

## Historia
Rykten om att Sony skulle släppa en ny variant av deras bärbara spelkonsol Playstation Portable fanns på Internet sedan mars 2006. Bland annat så har dessa rykten sagt att den nya konsolen skulle ha två analoga styrspakar, vilket inte blev fallet för den nya modellen. Den nya varianten av Playstation Portable tillkännagjordes inför allmänheten under presskonferensen vid Electronic Media & Business Summit (E3) 2007. Sony släppte information om lanseringen av den nya versionen av Playstation Portable som skulle komma i september 2007.

## Hårdvaruförändringar
Diverse förändringar i hårdvaran gjordes i PSP-2000. Bland annat innebar detta kortare laddningstider, förbättrad batteritid och en videoutgång, så att både spel och filmer kan spelas på en extern bildskärm. Sony har flyttat Wi-Fi-strömbrytaren till ovansidan av konsolen (för att förhindra den från att slås av/på under spel) och UMD-släden har fått en ny mekanism. Den trådlösa IR-anslutning som finns på den tidigare versionen av spelkonsolen har numera tagits bort, då den inte har något officiellt användningsområde. Detta beror troligtvis på att Sony hade planer på att använda den före lanseringen av PSP, men att detta senare ändrades. Versionen hade 64 MB RAM, istället för det tidigare 32 MB, för förbättrade spelprestanda och speldelning och troligtvis också laddningstiderna.
Nedan listas hårdvaruförändringarna mellan den "gamla" versionen och den nya versionen av Playstation Portable
- Nytt Moderkort kallat TA-085. (Till skillnad från PSP 1000 med TA-079 och TA-082)
- Kortare laddningstider genom att lagra UMD-data i temporära minnen.
- Nytt batteri och en lägre energiförbrukning hos konsolen och batteriladdning genom USB-anslutning. Det gamla batteriet med högre kapacitet kommer fortfarande att passa, men batteriluckan kommer att behöva bytas ut, då det gamla batteriet är större.
- En video-ut-anslutning för att kunna visa material på en extern bildskärm.
- Förbättrad respons från piltangenterna[3] och de andra knapparna, bekräftat i en revy av GameSpot; "several GameSpot editors have noticed that the d-pad and buttons on the new PSP provide a little more tactile feedback for a better overall feel."[4]
- WiFi-strömställaren har flyttats till ovansidan av konsolen.
- Ny design på UMD-läsaren kommer att finnas på den nya konsolen.
- IrDA-porten har tagits bort, då den inte användes officiellt på den gamla konsolen.
- Högtalarna har hamnat på framsidan av PSP:n, nära toppen av skärmen, på grund av att många användare av misstag höll för högtalarna med händerna när de höll i konsolen.
- Ett nytt sätt att mata in minneskort används.

## TV-ut
Sony har lagt till en TV-utfunktion till den nya spelkonsolen. Adaptern som omvandlar högtalarkontakten till TV-ut kommer att säljas separat (priset på denna adapter har inte tillkännagjorts än). Konsolen kan skicka signalen som både 4:3- och 16:9-format och erbjuder också möjligheten att använda skärmsläckare. TV-ut kan användas till alla funktioner på PSP såsom spel, video, bildvisning och så vidare.

## Prissättning
Priset på den nya konsolen sattes till 169,99 dollar för baspaketet Core Pack och till 199,99 dollar för de utökade paketen. Den gamla konsolen kommer att behålla sitt gamla pris tills att dess att den sålts slut. Produktionen av de gamla konsolerna har redan stoppats och dessa kommer redan att ha slutsålts vid den nya lanseringen enligt Sony.

## Systemprogramvara
Konsolens systemprogramvara uppdateras med jämna mellanrum för att förbättra stabilitet, funktionalitet etc.
Systemprogramvaran kan i dagsläget uppdateras på följande fyra vis:
- Direktnedladdning till PSP:n över Wi-Fi. Detta görs genom att välja "Settings", "Network Update" från XMB.
- Nedladdning av uppdateringsfil till PC, som sedan förs över till spelkonsolen via USB-kabel eller genom att lägga in den på ett minneskort som sedan stoppas i spelkonsolen.
- Uppdatering från UMD som finns med vissa spel. Att systemprogramvara inkluderas på UMD beror ofta på att spelet kräver den bifogade systemprogramvaran för att fungera.
- Nedladdning från en PlayStation 3 till PSP via USB-kabel. (Fungerar bara med den japanska versionen)